# Drift

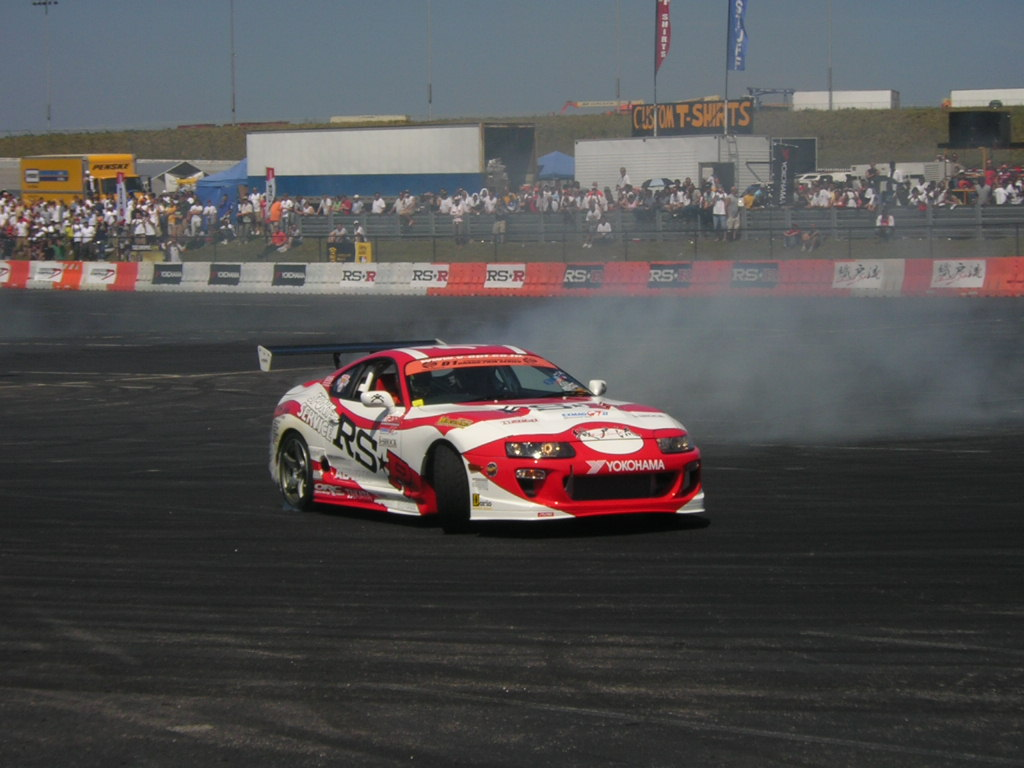
Orido Manabu i jego Toyota Supra podczas pokazów w Atlancie w 2005 roku

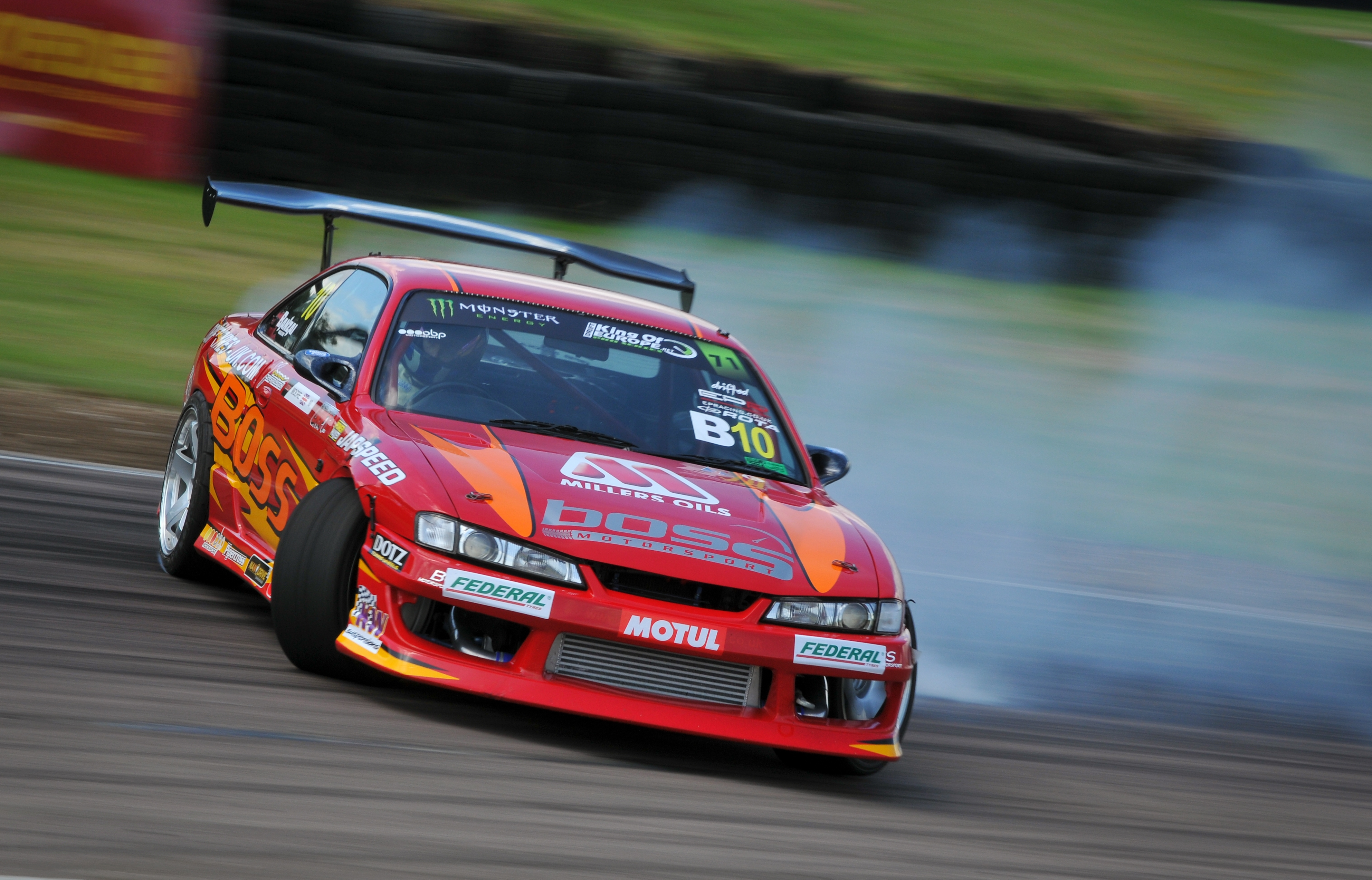
Steve Moore driftujący swoim Nissanem Silvią (S14) wokół Lydden Hill jako King of Europe Round 3 w 2014 roku

Drift, także: drifting – technika jazdy samochodem z tylnym napędem w kontrolowanym poślizgu świadomie zainicjowanym przez kierowcę. Jednocześnie jest to nazwa dyscypliny sportu motorowego uchodzącej za najbardziej widowiskowy i jednocześnie najprężniej rozwijający się sport motorowy na świecie. 

## Historia i informacje ogólne
Drift jako dyscyplina sportu swoimi korzeniami sięga przełomu lat 60. i 70. XX wieku, kiedy na krętych, górskich drogach w okolicach Nagano w Japonii zaczęły się odbywać nielegalne wyścigi samochodowe, które przyciągały rzesze fanów tłumnie gromadzących się przy górskich trasach, aby podziwiać widowiskową jazdę. W wyścigach tych brał udział Kunimitsu Takahashi, który w latach 70. XX wieku odniósł szereg zwycięstw, efektownie pokonując zakręty w głębokim poślizgu stanowiącym najlepszy sposób na najszybsze pokonywanie ostrych zakrętów bez znacznej utraty prędkości. Takahashi uchodzi przez to za pierwszego rozpoznawalnego kierowcę, który świadomie używał techniki driftu. Jego styl jazdy spotkał się z dużym uznaniem widzów, przez co Takahashi został okrzyknięty „Ojcem driftu”, zaś ową technikę jazdy szybko zaadaptowano w świecie street racingu.
W 1977 roku w nielegalnych górskich wyścigach swoją przygodę z motoryzacją zaczynał późniejszy znany japoński kierowca wyścigowy Keiichi Tsuchiya. Z powodu braku możliwości rozwojowych zarezerwowanych dla kierowców pochodzących z bogatych rodzin związanych ze sportami motorowymi, Tsuchiya doskonalił swoje umiejętności na krętych górskich drogach Japonii i szybko stał się legendą wyścigowego podziemia. Już jako kierowca wyścigowy z licencją w latach 80. XX wieku kontynuował swoją karierę nielegalnego kierowcy ścigającego się na publicznych górskich drogach. Tsuchiya był świetnym kierowcą i gdy tylko startował w wyścigu było niemal pewne, że wygra. Ponieważ stawało się to coraz bardziej nudne dla publiczności, zaczął driftować w czasie wyścigów dając niesamowite widowisko zgromadzonym w pobliżu trasy wyścigu ludziom. Jak wspominał po latach w wywiadzie udzielonym Jeremy’emu Clarksonowi:

Kiedy się ścigałem wszyscy wiedzieli, że wygram, więc aby ludzie nie byli znudzeni i sfrustrowani wciąż tym samym stylem mojego przejazdu zacząłem driftować po zakrętach, o wiele bardziej niż inni kierowcy.

Z powodu widowiskowej jazdy Keiichi Tsuchiya zyskał przydomek Drift King (pol. „Król driftu”). W 1987 roku powstał film Pluspy prezentujący umiejętności Tsuchiyi za kierownicą Toyoty AE86 na publicznej górskiej drodze. Film ten był pierwszym tego rodzaju dziełem i zainspirował wielu ludzi do zajęcia się driftem. W międzyczasie nielegalne zawody driftingowe przeniosły się na tereny japońskich metropolii, jako że górskie obszary nie były zbyt wygodnym miejscem dla kibiców. Czas przestał mieć znaczenie, a ważniejsza stała się reakcja publiczności – zwyciężał kierowca, którego jazda była najbardziej efektowna i widowiskowa. W 1987 roku na torze Tsukuba odbyły się pierwsze legalne zawody driftingowe, które stały się początkiem największej, rozgrywanej do dziś wyścigowej serii driftingowej D1 Grand Prix. W późniejszych latach drifting zdobył popularność w Stanach Zjednoczonych i Australii.
Obecnie japońska seria D1 Grand Prix posiada również edycje w Malezji i Nowej Zelandii. Dawniej seria ta była rozgrywana także w Stanach Zjednoczonych i Wielkiej Brytanii (później została tam przemianowana na European Drift Championship, obecnie już nie istnieje). W Stanach Zjednoczonych aktualnie największą serią jest Formula Drift, która również ma swój odłam Formula Drift Asia, rozgrywany na torach w Azji Południowo-Wschodniej i Australii.
W Polsce pierwsze oficjalne zawody driftingowe odbyły się w 2004 roku, zaś od 2006 roku organizowane są regularne, kilkurundowe serie. Pierwsze zawody zostały zorganizowane przez podlegające Polskiemu Związkowi Motorowemu Stowarzyszenie Polska Federacja Driftingu (PFD) pod nazwą TDC (Toyo Drift Cup). Od tamtej pory PFD co roku organizuje cykl zawodów driftingowych. W 2008 roku powstała kolejna organizacja, która najpierw organizowała zawody BMW Drift Day, potem JDA (Japan Drift Attack), a w 2010 roku całą serie pod nazwą Drift Open. W 2010 jako organizator kolejnej serii pojawiło się również, znane z zawodów na 1/4 mili, „SSS” (Stowarzyszenie Sprintu Samochodowego).
Samochodami używanymi w driftingu są głównie tylnonapędowe coupé, przeważnie produkcji japońskiej takie jak: Nissan Silvia, Nissan 200SX (S13, S14, S15), Nissan Skyline (wersje tylnonapędowe takie jak GTS-t), Toyota AE86, Toyota Supra, ale także Mazda RX-7, Mazda MX-5 (Miata), Toyota Soarer, Lexus SC. Ostatnio popularność zyskują także samochody amerykańskie, a w zawodach europejskich także samochody produkcji europejskiej, głównie BMW, czasem Ford Sierra, czy też Opel Omega.
Mistrzami Polski w driftingu są: Przemysław Jańczak (2005, 2006, 2009), Bartosz Stolarski (2007, 2013, 2014), Bartłomiej Owczarek (2008), Maciej Bochenek (2010, 2012), Paweł Trela (2011, 2016), Jakub Przygoński (2015, 2017, 2018).
W latach 2016 i 2017 tytuł Drift Kings Queen zdobyła Karolina Pilarczyk.

## Techniki driftu
- Linking – polega na przeniesieniu większej części masy auta na przednią część pojazdu za pomocą krótkich, lecz energicznych naciśnięć pedału hamulca w momencie, gdy rozpoczyna się zakręt. Wtedy koła tylnej osi tracą przyczepność i rozpoczyna się poślizg samochodu.
- Clutch Kick – tzw. „strzał sprzęgłem”, polegający na chwilowym naciśnięciu pedału sprzęgła, zredukowaniu biegu i bardzo szybkim, energicznym puszczeniu go w trakcie przejeżdżania przez zakręt. Powoduje to gwałtowną utratę przyczepności kół.
- Lift Off Drift (Race Drift, Kensei Drift) – wykonuje się ją przy wejściu w zakręt puszczając na krótko pedał gazu, efektem czego jest powstanie niewielkiej nadsterowności powodującej poślizg, który kontroluje się operowaniem pedałem gazu i kontrowaniem kierownicą. Technika ta używana jest przy większych prędkościach w łagodniejszych zakrętach.
- Feint Drift – przed zakrętem wykonuje się skręt w kierunku przeciwnym do kierunku zakrętu, a następnie gwałtownie skręca się kierownicą we właściwą stronę rozpoczynając w ten sposób poślizg.
- Dirt Drop Drift (Ground Drift) – polega na wyjechaniu tylną osią poza tor, gdzie przyczepność opon jest dużo mniejsza, co staje się przyczyną poślizgu.
- E-Brake Drift (Emergency Brake Drift, Side Brake Drift) – najbardziej znana technika, polega na zaciągnięciu hamulca ręcznego przy wciśniętym sprzęgle, w momencie wchodzenia w zakręt.
- Backward Entry Drift – podobna technika driftu jak E-Brake Drift różniąca się tym iż hamulec ręczny został zaciągnięty wcześniej i na dłużej aby wejść maksymalnie bokiem, prawie tyłem, w zakręt i energicznym wciskaniu pedału gazu aby koła odzyskały przyczepność.
- Jump Drift – tzw. „podskok”, wykonuje się go na zakręcie przejeżdżając przez tarkę tylnym kołem, które w tym momencie podskakuje i można dzięki temu uzyskać chwilowy brak przyczepności oraz nadsterowność samochodu.
- Long Slide Drift – jest to długo trwający drift, rozpoczyna się go za pomocą np. hamulca ręcznego dużo wcześniej przed zakrętem. Wymagana jest do tego duża prędkość samochodu.
- Power Over – technika polegająca na mocnym naciśnięciu pedału gazu w momencie wchodzenia w zakręt. Wskutek buksowania kół samochód traci przyczepność i przechodzi w poślizg kontrolowany. Dodatkowym efektem wizualnym jest duża ilość dymu z opon. Technikę tę można wykonać tylko jeśli auto dysponuje wysoką mocą silnika (zob. muscle car).
- Manji Drift – technika polegająca na driftowaniu zazwyczaj na prostym odcinku drogi od jednej krawędzi drogi do drugiej.